# HMS Sheffield (D80)
Pour les autres navires du même nom, voir HMS Sheffield.
Pour les articles homonymes, voir D80.
Le HMS Sheffield, second navire de la Royal Navy à porter le nom Sheffield, d'après la ville anglaise de Sheffield dans le Yorkshire, était un destroyer britannique lance-missiles de Type 42 mis en service en 1975.
Le HMS Sheffield fait partie de la task force britannique qui prend part à la guerre des Malouines. Il est touché par un missile Exocet tiré par un Super-Étendard de l'aviation navale argentine le 4 mai 1982, tuant 20 membres d'équipage ; il coule le 10 mai.

## Caractéristiques

### Armement
- 1 système de missiles anti-aériens de 2 Sea Dart GWS30 (22 Sea Dart) ;
- 1 canon de marine de 4,5 pouces Mark 8 (en) ;
- 2 canons anti-aériens 20/70 Oerlikon Mk 7A ;
- 1 hélicoptère Westland Lynx embarqué doté de quatre missiles anti-navires et deux torpilles anti-sous-marins.

## Carrière

### L'attaque du HMSSheffield

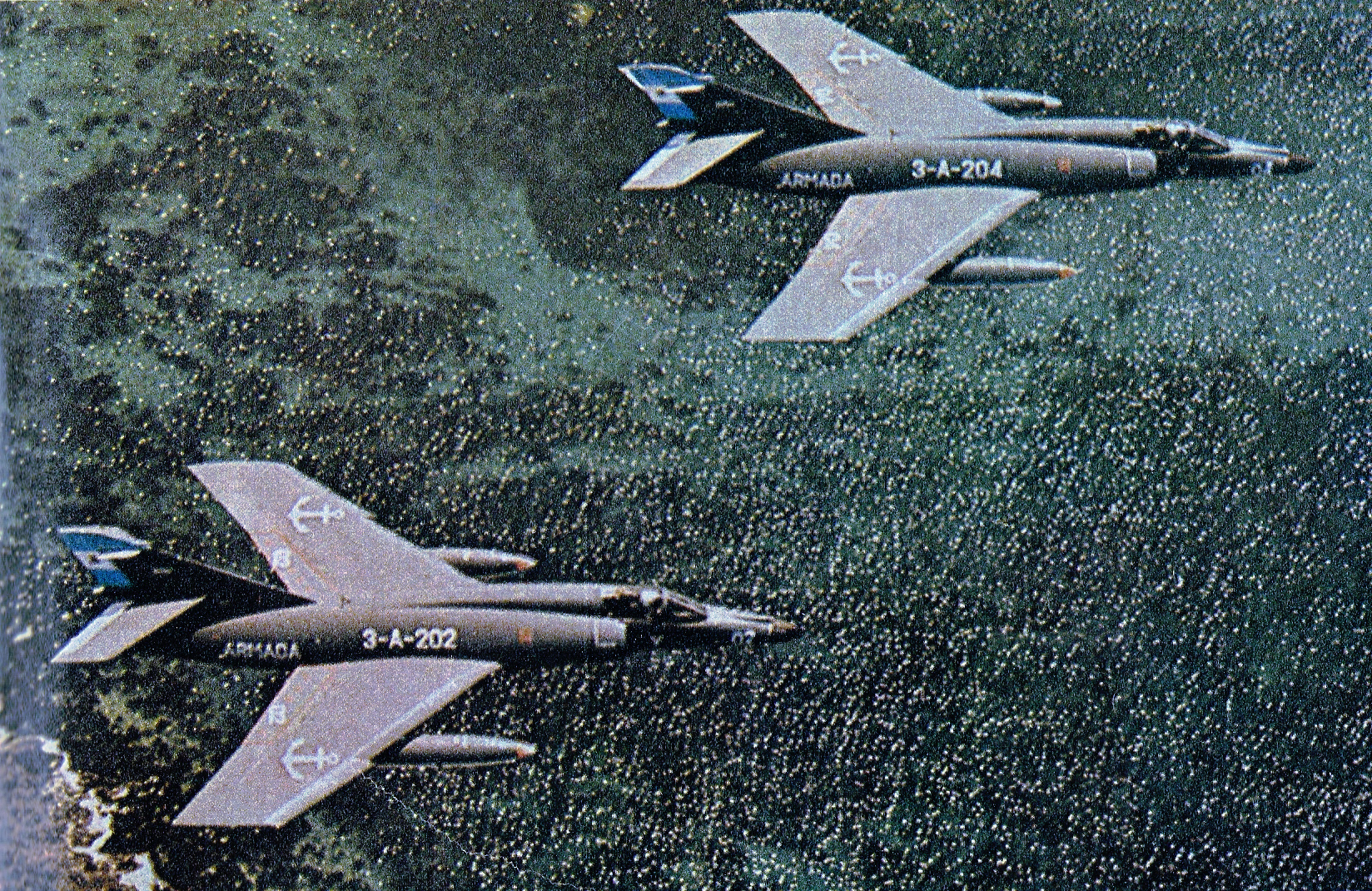
Deux Super-Étendard argentins en 1982 dont le no 3-A-202 qui a participé à l'attaque contre le HMS Sheffield. Le no 3-A-204 a, lui, attaqué l’Atlantic Conveyor.

Un Lockheed SP-2H Neptune argentin, sous couvert de rechercher les survivants du croiseur General Belgrano, torpillé peu avant, établit un contact radar avec ce que l'équipage pense être des navires britanniques. Deux pilotes d'alerte, le capitaine Augusto Bedacarratz et le lieutenant de frégate Armando Mayora, décollent à 9 h 30 à bord des Super-Étendard no 3-A-202 et no 3-A203, chacun armé d'un missile AM 39 Exocet. Ils montent d'abord à 4 500 mètres puis redescendent pour être ravitaillés par un KC-130 à faible altitude. À 10 h 4, ils sont à 463 km de leur objectif. Repérés par un radar britannique, ils plongent au ras des flots pour échapper à la détection. Les pilotes entrent les coordonnées fournies par le Neptune dans l'unité d'attaque du système d'armes, puis montent à 500 pieds et allument leur radar, mais rien n'apparait sur l'écran. Ils retournent à très basse altitude et se dirigent vers la dernière position indiquée par le Neptune et rallument leur radar. Cette fois, Bedacarratz voit deux échos apparaître sur son écran. Le premier ne semble pas de grande taille (c'est le HMS Sheffield) et le second est bien plus gros (c'est le porte-avions HMS Hermes). Les pilotes tirent tous les deux leur missile, mais croient qu'ils ne fonctionnent pas, ignorant alors que le moteur met un certain temps à s'allumer (deux secondes environ). Le porte-avions HMS Hermes perçoit le tir des missiles, mais pas le Sheffield dont les radars sont éteints. Lorsque les marins de ce dernier voient l'engin, il est trop tard pour réagir et l'Exocet s'enfonce dans la coque. D'après le commandant du HMS Sheffield, le captain Sam Salt, le bruit de l’explosion est « bref et sec ». On ignore encore à ce jour si l’ogive a explosé, ou si c’est le carburant restant dans le réservoir du missile qui s’est enflammé et a propagé le feu. Six jours durant, les hommes à bord tentent en vain de sauver le navire, qui doit finalement être abandonné avant de sombrer. Les deux Super-Étendard se ravitaillent, rentrent à la base de Rio Grande, annonçant avoir « tiré deux missiles dans des conditions favorables ». Un coup de téléphone avertit les pilotes que Londres déclare qu'un missile a touché le Sheffield. Le deuxième Exocet manque le HMS Hermes et se perd en mer.
Après que le navire a été frappé par le missile et alors que l'équipage attendait des secours, il entonne sous l'impulsion du Sub-Lieutenant Carrington-Wood Always Look on the Bright Side of Life du film des Monty Python La Vie de Brian,. Le HMS Sheffield coule finalement le 10 mai alors qu'il était remorqué vers la Géorgie du Sud. Dans une forte mer, de l'eau était en effet peu à peu entrée par la brèche ouverte par le missile juste au-dessus de la ligne de flottaison. Vingt marins britanniques furent tués, vingt-quatre autres grièvement blessés.

## Les résultats du rapport secret d'enquête de la Navy déclassifiés
En octobre 2017, le rapport d'enquête secret de la Royal Navy sur la perte du navire a été déclassifié et publié par le Guardian sous le titre : « Revealed: catalogue of failings that sank Falklands warship HMS Sheffield » soit « Révélations : Liste des défaillances qui ont coulé le HMS Sheffield ».
Ce document a apporté de nouveaux éléments sur le déroulement des événements et révélé toute une série de défaillances, d'erreurs et d'impréparation de l'équipage du HMS Sheffield et notamment :
- L'officier radar n'a pas détecté les attaques des avions argentins car il était distrait par une transmission radio.
- L'officier alors chargé de la Défense Contre Avions (DCA) n'était pas sur la passerelle. À son retour en raison de l'alerte, il a toutefois estimé que le Super Etendard ne possédait pas un rayon d'action suffisant pour attaquer, ignorant que cet appareil pouvait être ravitaillé en vol, et bien que cela ne fut pas nécessaire.
- Lors de l'arrivée du missile, les officiers présents sur le pont n'ont tenté aucune manœuvre telle que le lancement de leurres, ou la réduction de la silhouette du navire par un changement de cap de ce dernier. Le tir d'interception a, lui, été rendu impossible car de nombreuses armes n'avaient ni munitions ni servants pour les actionner.
- Lors de l'incendie déclenché par l'impact du missile, la lutte contre l'incendie ne fut pas suffisamment organisée. Le rapport souligne à cette occasion, que le commandant du navire était un ancien sous-marinier, et son second, un ancien pilote d'hélicoptère, et que leurs expériences du combat en surface étaient « limitées ou inadéquates ».

L'ensemble de ces éléments aujourd'hui publics ont été occultés jusqu'en 2006 afin de ne pas ternir l'image de la Royal Navy alors que l'armée britannique avait remporté le conflit, et également la réputation des chantiers navals britanniques (les sister-ships du HMS Sheffield furent en effet soit mis hors de combat tel le Glasgow ou coulés tel que le Coventry). Cela eut également pour effet de renforcer du même coup la réputation d'infaillibilité de l'Exocet de fabrication française qui fut exporté dans 36 pays.